# Wittelsbacherbrunnen (Bayreuth)

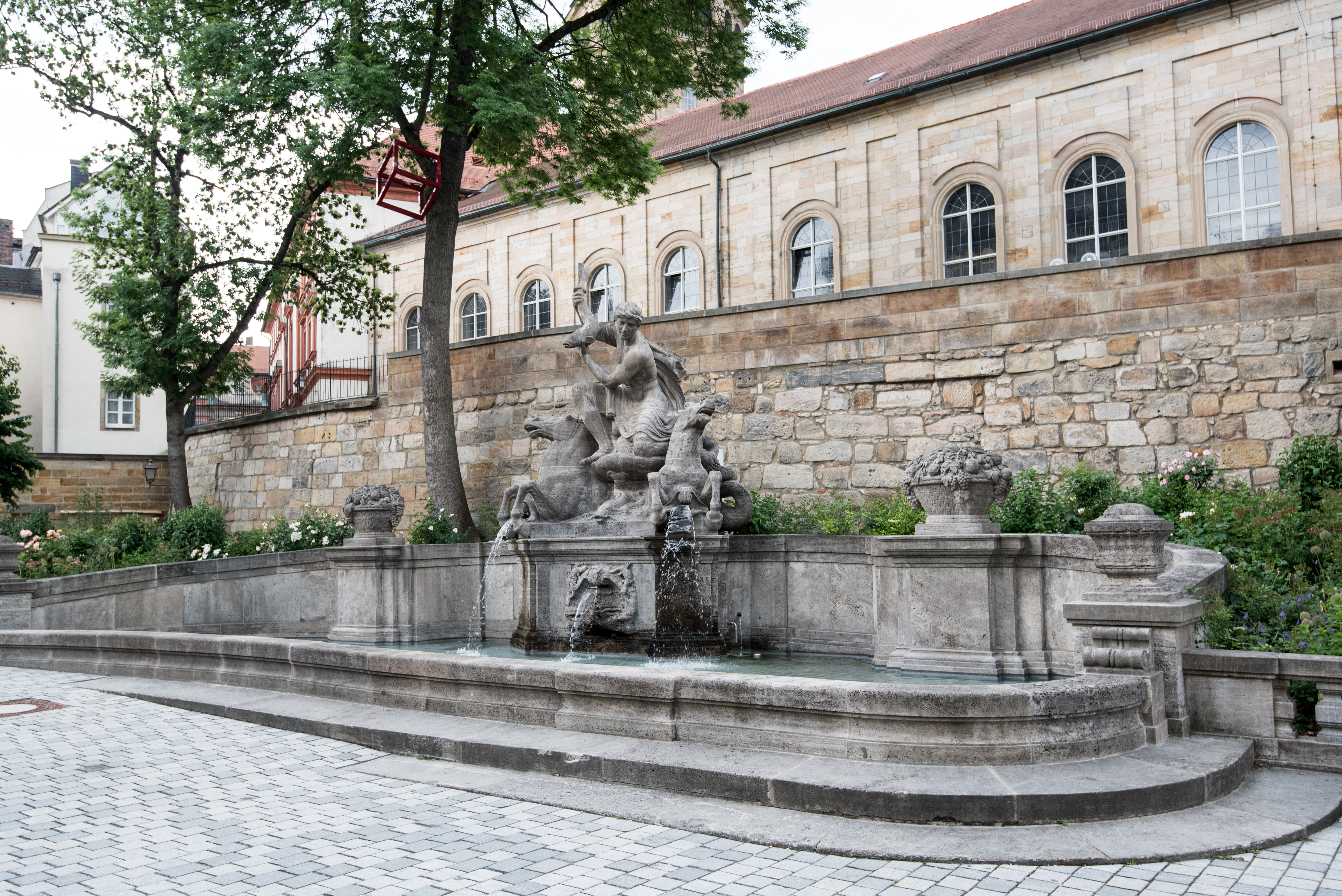
Wittelsbacherbrunnen in Bayreuth

Der Wittelsbacherbrunnen ist ein Zierbrunnen in der Stadt Bayreuth.

## Lage
Der Brunnen befindet sich in der Opernstraße direkt gegenüber dem Markgräflichen Opernhaus, das 2012 von der UNESCO zum Weltkulturerbe bestimmt wurde.

## Beschreibung

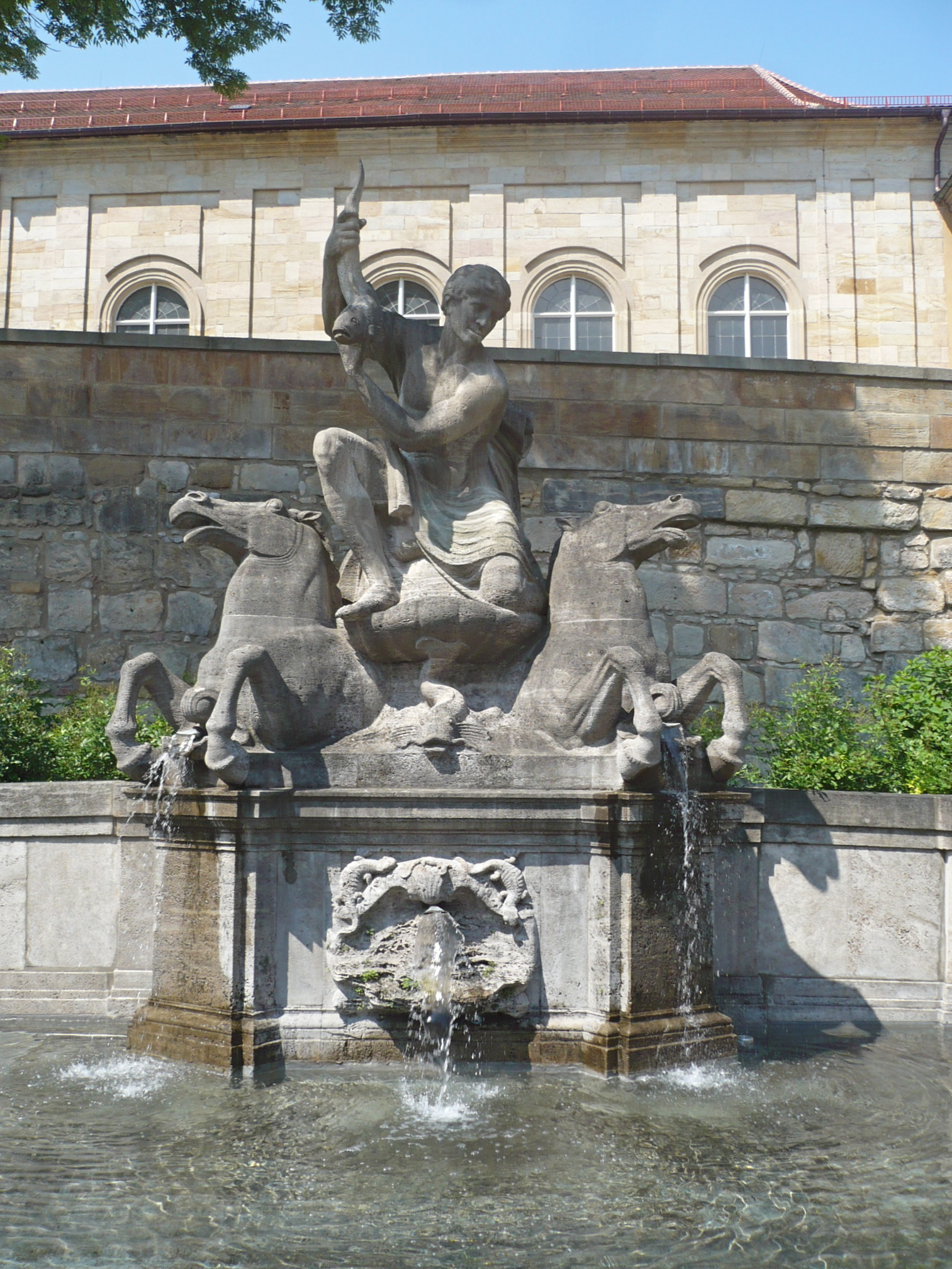
Figurengruppe im Zentrum der Brunnenanlage

Das Brunnenbecken hat eine Grundfläche von ca. 100 m².  Alle Naturwerksteinbauteile sind aus massiven Muschelkalksteinen gefertigt. Eine vierteilige Figurengruppe im Zentrum der Brunnenanlage enthält eine Fontänenvorrichtung.

## Geschichte

Tiefbauarbeiter bei der Gründung des Brunnens

Der Wittelsbacherbrunnen war 1908 als Denkmal für die Wasserleitung aus dem Fichtelgebirge geplant worden. Er sollte an die seinerzeit hundert Jahre währende Verbindung der Stadt mit den Wittelsbachern erinnern.
Anlässlich der hundertjährigen Zugehörigkeit Bayreuths zum Königreich Bayern wurde am 30. Juni 1910 in Anwesenheit des Prinzen Leopold der Grundstein gelegt. Verwirklicht wurde ein Entwurf des Bildhauers Friedrich Lommel. Aufgrund wiederholter Änderungen durch den Künstler, schlechten Baumaterials und der Insolvenz der Bayerischen Steinwerke Vetter aus Würzburg zog sich die Fertigstellung bis zum Sommer 1914 hin. Beim Bau kam es zu einer unvorhergesehenen Kostensteigerung, die mit der Wahl des teuren Muschelkalks und dem Konkurs des Steinelieferanten zusammenhing. Aus formal berechtigten Gründen lehnte die Stadt jede weitere Entschädigung an Lommel, der für seine Leistung nur knapp 2000 Mark erhielt, ab. Auch wurde er anlässlich der Einweihung in der lokalen Presse kaum erwähnt.
Wegen des bevorstehenden Krieges kam statt des Königs Ludwig III. Prinz Alfons zur Einweihung in die Stadt. Es war eine Feier mit Festakt im Opernhaus am 31. Juli 1914 um 11 Uhr, einen Tag nach der Verkündung des Kriegszustands. Die von geplanten vier Tagen auf zwei Tage verkürzte Feier beinhaltete unter anderem Alfons’ Einzug in die Stadt unter Glockengeläut und Böllerschüssen, einen Reigentanz der „höheren Töchter“ und ein Königsschießen im Schießhaus Saas. Ein eigens komponiertes „Thronlied“ wurde angestimmt, und die Gäste besuchten eine Aufführung der Oper Der fliegende Holländer. Oberbürgermeister Leopold Casselmann erhielt das Ritterkreuz der Bayerischen Krone, mit dessen Verleihung der Eintrag in die Adelsmatrikel verbunden war.
Nach rund hundert Jahren Standzeit wurde die historische Brunnenanlage im Jahr 2015 restauriert.